# Воравонґса I
Воравонґса I (пом. 1579) — двадцятий правитель королівства Лансанг.

## Біографія
У лаосських і бірманських хроніках зазвичай згадується за титулом Мага Упахат (віцекороль).
Походження Воравонґси є предметом дискусії як у лаоських хроніках, так і серед істориків. Зокрема хроніки В'єнтьяна ідентифікують його як молодшого брата короля Сеттатірата, натомість історичні записи Луанґпхабанґа називають його старшим сином Потісарата. На момент смерті Потісарата Воравонґса був губернатором Пакхуейлуанґу. Після того, скориставшись відсутністю Сеттатірата, Воравонґса оголосив себе правителем у Луанґпхабанґу. Однак, коли Сеттатірат повернувся до Лансангу, він об'єднав країну, а Воравонґсу помилував, надавши йому в управління одну з провінцій.
1565 року Воравонґса став заручником бірманців, коли ті захопили В'єнтьян. 1575 року під час третього з серії бірманських вторгнень до Лансангу Баїннаун призначив Воравонґсу королем зі статусом васала імперії Таунгу. Новий король мав украй мало прибічників, навіть при бірманському дворі. Його правління тривало близько чотирьох років і завершилось народним повстанням. Коли заворушення сягнули столиці, Воравонґса спробував утекти до Бірми, але був убитий дорогою. Для встановлення порядку в королівстві бірманці відрядили туди нову армію та відновили на престолі Сен Сулінту, який правив під бірманським васалітетом від 1580 до 1582 року.